# シノバック・バイオテック
シノバック バイオテック リミッテッド（中国語: 北京科兴生物制品有限公司, 英語: Sinovac Biotech Ltd.）は、中華人民共和国の医薬品メーカー。 生物製薬会社で感染症を対象として、ワクチンの研究から開発および工場生産を商業化している。北京に本社がある。 
A型肝炎、A、B両方の肝炎のワクチン、インフルエンザ、H5N1,H1N1鳥インフルエンザワクチンを製造販売している。パンデミックに対応したワクチンの開発をおこなっており、日本脳炎ワクチンについても手がけている
71種類のエンテロウイルスの開発を行っていて、広域感染症であるインフルエンザおよび、日本脳炎、狂犬病ワクチンについても取り扱っている。補助的に動物用医薬品にも進出しており、動物用狂犬病ワクチンを開発している。

## 新型コロナウイルスワクチンの開発
2020年9月上旬に新型コロナウイルスのワクチンの候補から臨床試験を経て、承認を経た「コロナバック」は2回の接種で90%以上の抗体が確認された。従来製法の不活性ワクチンなので、インフルエンザワクチン同様に2~8℃で保管できる。
シノバック社のワクチンはCoronaVacは開発途上国の大部分にワクチンを接種するための好ましい選択肢となる可能性があり、中国に先行してインドネシアとトルコとブラジルで承認を得た。ブラジルでは、ワクチンの購入をめぐってアストラゼネカのワクチンを推すジャイール・ボルソナーロ大統領とシノバック社のワクチンを推すサンパウロ州知事のジョアン・ドリアが対立して政治的な問題となったが、結局ブラジルの国家衛生監督庁（ANVISA）は全会一致でアストラゼネカのワクチンとともにCoronaVacを承認し、サンパウロ州政府と連邦政府は出荷が遅れているアストラゼネカよりも先にCoronaVacの接種を開始した。治験データは各国でばらつきがあり、チリでは有症候性感染に有効性66%だったが、インドネシアでは94%にもなった。インドネシアとトルコでは、安全性の懸念を払拭するために大統領のジョコ・ウィドドとレジェップ・タイイップ・エルドアンが自ら接種し、インドネシアではイスラム教に配慮してハラール認証も行った。ブラジルにおける第3相試験での有効性50.7％が低いと取り上げられることもあるが、治療を必要とする軽症患者に対する有効性は83.7％を示した。また、3週間後に再接種すると62.3%に上昇した。
コロナバックは、アジア、南米、北米およびヨーロッパの幅広い国で接種に使用されている。シノバックは、2021年4月までに年間20億回分の生産能力を有し、総投与量6億回分を納入した。2021年6月1日、世界保健機関（WHO）はこのワクチンを緊急使用を承認した。COVAXにも採用され、3億8000万回分の購入契約を結んでいる。